# Rizoúpoli
Rizoúpoli (en grec moderne : Ριζούπολη) est un quartier du nord d'Athènes en Grèce. Il est bordé par Áno Patíssia, Perissós et la commune de Néa Ionía.
Dans ce quartier se trouve le stade Stade Georgios Kamaras (en).